# حزب ترقی
حزب ترقی حزبی به رهبری عبدالحسین تیمورتاش و با گرایش‌های فاشیستی بود که بعنوان حزبی جعلی ساخته حکومت شناخته می‌شد و هدف خود را فعالیت در جهت «اجرای منویات ملوکانه» رضاشاه تعریف کرده بود.
این حزب براساس الگوی حزب ملی فاشیست موسولینی و حزب جمهوری‌خواه خلق آتاترک سازماندهی شده بود و اندیشه‌هایی مشابه حزب ایران نو را پیگیری می‌کرد.
با برکناری تیمورتاش در سال ۱۳۱۱ حزب به سرعت از بین رفت و به بهانه تبلیغ اندیشه‌های خطرناک جمهوری خواهانه غیرقانونی اعلام شد.